# Shaleen Surtie-Richards
Shaleen Surtie-Richards (sinh ngày 7 tháng 5 năm 1955, Upington, tỉnh Cape [nay là tỉnh Bắc Cape ], Nam Phi)  là một nữ diễn viên truyền hình, sân khấu và điện ảnh Nam Phi. Bà có lẽ được biết đến nhiều nhất với vai chính trong bộ phim năm 1988 Fiela se Kind và sê-ri phim dài tập Egoli: Place of Gold. Bà đã đóng phim bằng cả tiếng Afrikaan và tiếng Anh.

## Tuổi thơ và sự nghiệp
Surtie-Richards sinh ra ở Upington, tỉnh Cape, Nam Phi, vào ngày 7 tháng 5 năm 1955 và học cả ở đó và ở Cape Town. Cha bà là một hiệu trưởng, và mẹ cô là một giáo viên. Mặc dù lớn lên trong thời kỳ Apartheid, Surtie-Richards đã tuyên bố rằng bối cảnh của cô không phải là một hoàn cảnh khó khăn. Khi còn nhỏ, khi một trường âm nhạc địa phương không thừa nhận bà vì màu da, cha của bà đã mua cho bà một cây đàn piano và thuê một giáo viên. Surtie-Richards cũng tham gia lớp học múa ba lê và tennis.
Khi đủ điều kiện làm một giáo viên mẫu giáo, Surtie-Richards đã dạy ở Upington và Cape Town trong khoảng năm 1974 đến 1984. Bà đã đảm nhận nhiều vai diễn trong một số sản phẩm sân khấu nghiệp dư từ năm 1974 đến 1981 và cũng tích cực tham gia các sản phẩm của Nhà hát Giáo dục tại Bộ Giáo dục Nam Phi từ 1982 đến 1984. Bà bắt đầu sự nghiệp diễn xuất chuyên nghiệp của mình vào năm 1984.

## Sự nghiệp truyền hình
Surtie-Richards đã có một vai chính trong Egoli: Place of Gold, vở opera xà phòng truyền hình đầu tiên của Nam Phi. Bà xuất hiện trong hầu hết chương trình kéo dài 18 năm của chương trình với vai Ester (Nenna) Willemse.
Bà cũng đã xuất hiện trong một số chương trình truyền hình Nam Phi khác, bao gồm các phim 7de Laan, Villa Rosa và Generations.  Năm 2000, bà đã tổ chức chương trình trò chuyện của riêng mình, Shaleen, trên kênh M-Net của Nam Phi.
Surtie-Richards cũng là một giám khảo của loạt phim truyền hình thực tế Supersterre từ 2006-2010.
Năm 2013, bà xuất hiện với tư cách là một trong những "diễn viên hài" trong The Comedy Central Roast của Steve Hofmeyr, chương trình hài mở đầu được thực hiện bởi kênh Hài kịch Trung Nam Phi, với Trevor Noah dẫn chương trình.

## Sự nghiệp điện ảnh
Surtie-Richards đã đóng vai chính hoặc vai phụ trong các bộ phim sau:
- Fiela se Kind (1988)
- Mẹ Jack (2005)
- Egoli: Afrikaners là Plesierig (2010)
- Knysna (2014)
- Treurgrond (2015)
- Twee Lớp van Moord (2016)
- Vaselinetjie (2017)

## Sự nghiệp sân khấu
Surtie-Richards đã xuất hiện trên sân khấu khắp Nam Phi và London. Bà cũng đã xuất hiện tại các lễ hội nhà hát và nghệ thuật lớn ở Nam Phi và nước ngoài, bao gồm Lễ hội Aardklop, Lễ hội Klein Karoo, Lễ hội Grahamstown, Suidoosterfees, và Lễ hội Fringe Edinburgh.